# Belgeard
Belgeard település Franciaországban, Mayenne megyében. Lakosainak száma 560 fő (2022. január 1.). Belgeard La Bazoge-Montpinçon, Aron, Commer, Jublains, Moulay és Montsûrs községekkel határos.

## Népesség
A település népességének változása:
| Lakosok száma | 301  | 307  | 332  | 471  | 578  | 606  | 616  | 585  | 569  | 560  |
|               | 1968 | 1982 | 1990 | 2006 | 2013 | 2015 | 2017 | 2019 | 2020 | 2022 |